# 福田村 (千葉県)
福田村（ふくだむら）は千葉県の北西部、東葛飾郡に属していた村。

## 地理
- 河川：利根川、利根運河

## 歴史
- 1889年（明治22年）4月1日 - 町村制施行により、三ツ堀村、木野崎村、瀬戸村、二ツ塚村、上三ヶ尾村、西三ヶ尾村、下三ヶ尾村が合併し東葛飾郡福田村が成立する。

- 1923年（大正12年）9月6日 - 福田村事件が起きる。
- 1957年（昭和32年）4月1日 - 東葛飾郡川間村とともに野田市へ編入する。

## 交通

### 道路
- 千葉県道7号我孫子関宿線